# Hieracium porrifolium
Lo sparviere a foglie sottili (nome scientifico Hieracium porrifolium L., 1753)  è una specie di pianta angiosperma dicotiledone della famiglia delle Asteraceae.

## Etimologia
Il nome generico (Hieracium) deriva dalla parola greca hierax o hierakion (= sparviere, falco). Il nome del genere è stato dato dal botanico francese Joseph Pitton de Tournefort (1656 - 1708) rifacendosi probabilmente ad alcuni scritti del naturalista romano Gaio Plinio Secondo (23 - 79) nei quali, secondo la tradizione, i rapaci si servivano di questa pianta per irrobustire la loro vista. L'epiteto specifico (porrifolium) significa "simile alle foglie del porro" (nome scientifico del porro: Allium ampeloprasum).

Il binomio scientifico della pianta di questa voce è stato proposto da Carl von Linné (1707 – 1778) biologo e scrittore svedese, considerato il padre della moderna classificazione scientifica degli organismi viventi, nella pubblicazione "Species Plantarum - 2: 802. 1753" del 1753.

## Descrizione

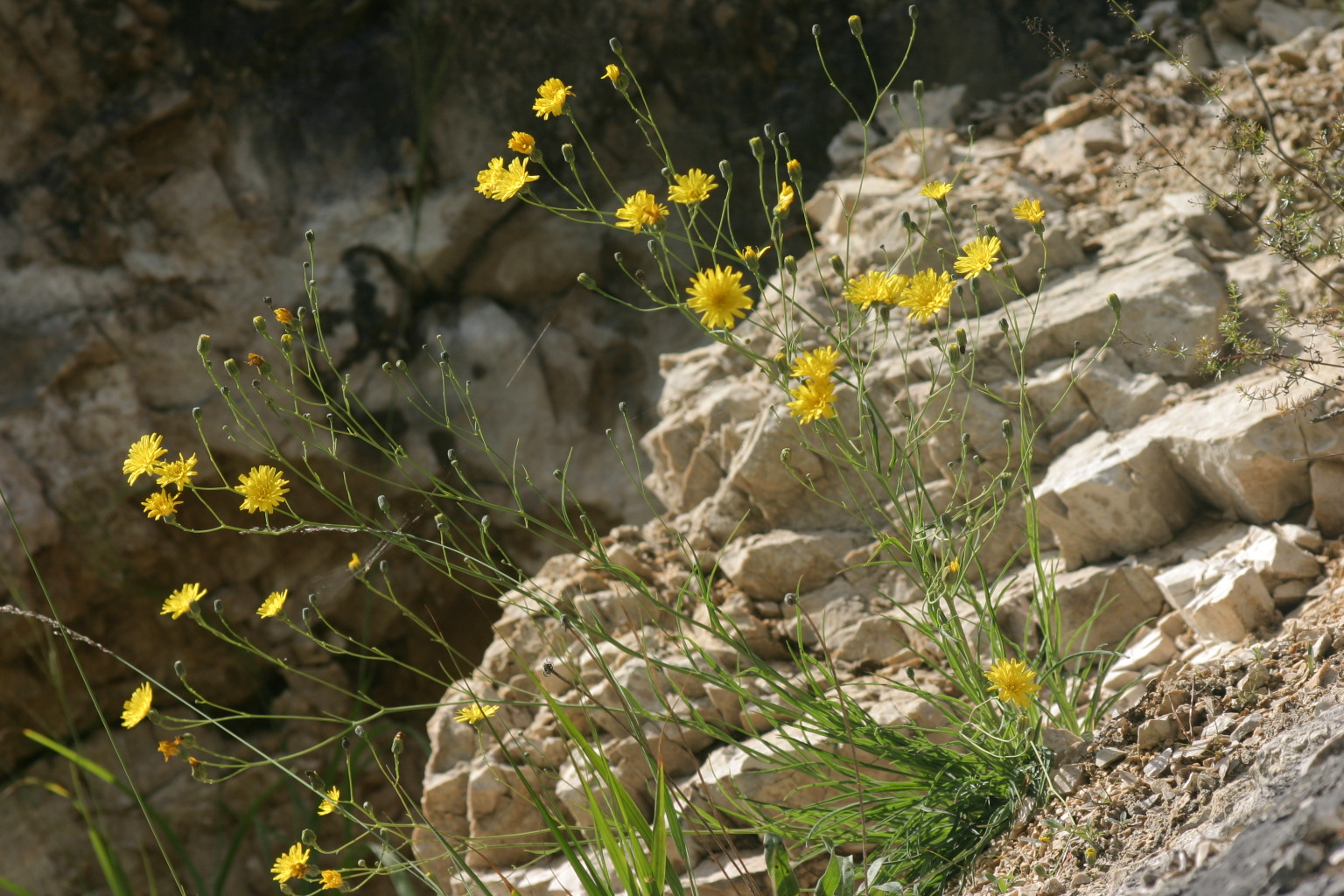
Il portamento

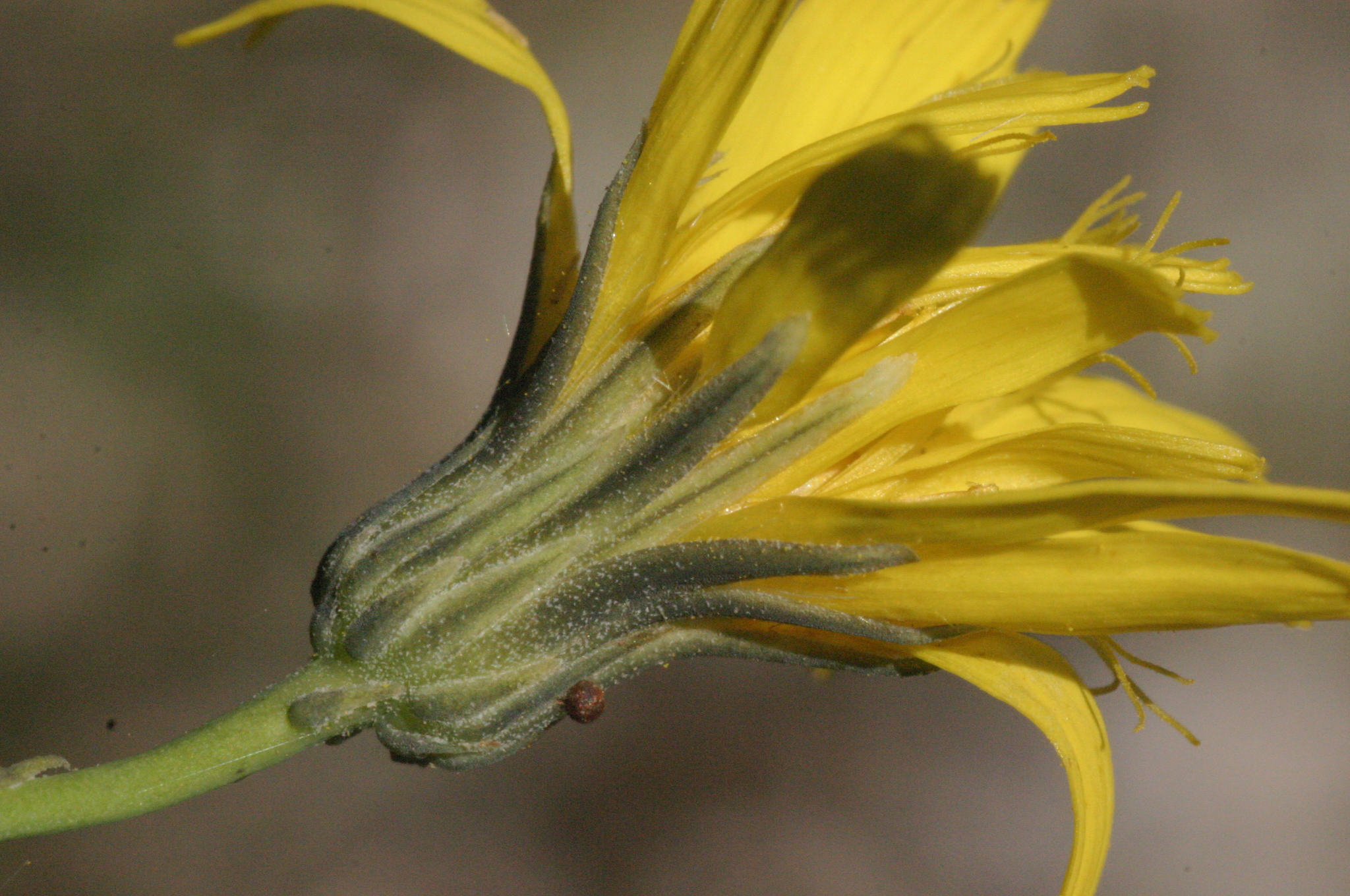
L'involucro

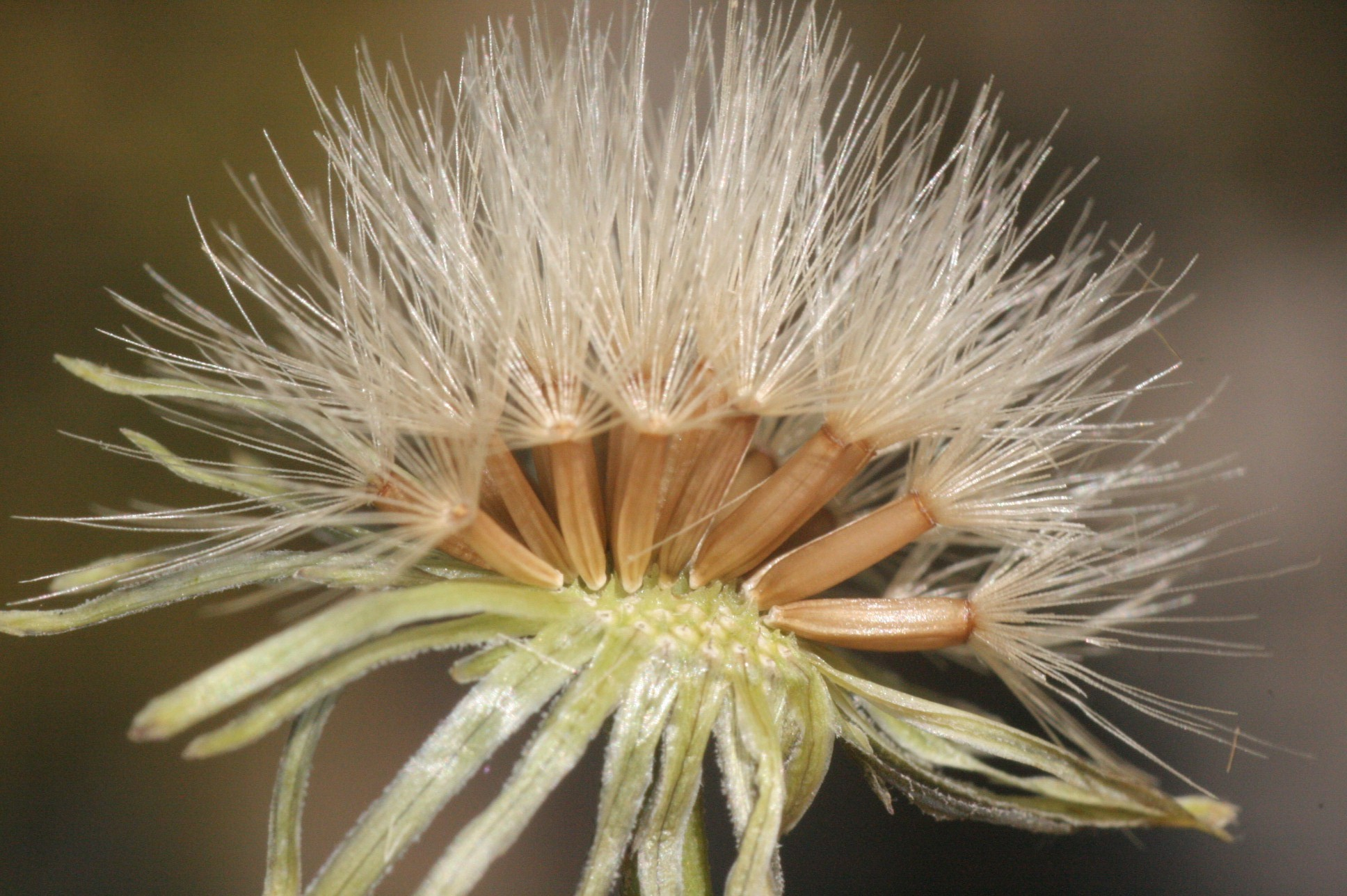
Il pappo con gli acheni

Habitus. Queste piante, dall'aspetto glaucescente, possono raggiungere una altezza compresa tra 5 - 8 dm. La forma biologica è emicriptofite scapose (H scap), ossia in generale sono piante erbacee, a ciclo biologico perenne, con gemme svernanti al livello del suolo e protette dalla lettiera o dalla neve e hanno l'asse fiorale eretto e spesso privo di foglie. Sono inoltre provviste di lattice (i vasi latticiferi sono anastomizzati) e vengono definite di tipo "fillopode con involucro senza ghiandole" in quanto le foglie basali formano una rosetta che è presente alla fioritura e inoltre l'involucro del capolino è privo di peli ghiandolari.
Radici. Le radici sono secondarie da rizoma.
Fusto. La parte aerea del fusto è eretta, glabra e ramosa nei 2/3 della parte superiore (l'acladio è allungato - dai 3 ai 10 cm e più). La parte basale del fusto è lignificata ed è avvolta da squame scure, quella più alta è debolmente flessuosa. Il colore varia da verde a verde-chiaro (nella parte bassa è rosso-violaceo).
Foglie. Le foglie si dividono in basali e cauline. Le foglie basali (da 5 a 8) formano una rosetta, sono intere a contorno lineare e a forma carenata; verso la base sono progressivamente ristrette senza un picciolo ben differenziato; la superficie (specialmente verso la base) è ricoperta da sparsi peli chiari lunghi 2 – 4 mm (setole). Le foglie cauline sono numerose (da 5 a 15), più ridotte nelle dimensioni (gradualmente si trasformano in brattee da lineari a filiformi) e con superficie glabra. Dimensione delle foglie basali: larghezza 2 – 4 mm; lunghezza 9 – 16 cm.
Infiorescenza. Le sinflorescenze, di tipo a pannocchia lassa a 2 - 6 rami, sono composte da diversi capolini (da 5 a 15 capolini totali) peduncolati. Il peduncolo (lungo da 3 a 10 cm) è ricoperto da pochi peli di tipo stellato. I capolini sono formati da un involucro a forma da emisferica a turbinata composto da brattee (o squame) disposte su 2 serie (interne ed esterne) in modo embricato, all'interno delle quali un ricettacolo fa da base ai fiori tutti ligulati. Le brattee dell'involucro sono strette (0,8 - 1,5 mm) e con superficie ricoperta da abbondanti peli stellati e pochi peli semplici, l'apice è acuto o ottuso e il colore varia da verde a nerastro (bianco-fioccoso sui bordi). Il ricettacolo è alveolato con margini brevemente dentati. Diametro dei capolini all'antesi: 2 – 3 cm. Lunghezza dell'involucro: 11 – 12 mm.
Fiore. I fiori sono tutti del tipo ligulato (il tipo tubuloso, i fiori del disco, presente nella maggioranza delle Asteraceae, qui è assente), sono tetra-ciclici (ossia sono presenti 4 verticilli: calice – corolla – androceo – gineceo) e pentameri (ogni verticillo ha 5 elementi). I fiori sono ermafroditi e zigomorfi.
- Formula fiorale:

*/x K {\displaystyle \infty }, [C (5), A (5)], G 2 (infero), achenio
- Calice: i sepali del calice sono ridotti ad una coroncina di squame.
- Corolla: le corolle sono formate da un tubo e da una ligula terminante con 5 denti; il colore è giallo. I denti delle ligule sono glabri. Dimensioni delle ligule più esterne: larghezza 2 mm; lunghezza 15 –16 mm.
- Androceo: gli stami sono 5 con filamenti liberi, mentre le antere sono saldate in un manicotto (o tubo) circondante lo stilo.[17] Le antere alla base sono acute. Il polline è tricolporato.[18]
- Gineceo: lo stilo, nerastro, è filiforme e peloso sul lato inferiore; gli stigmi dello stilo sono due divergenti. L'ovario è infero uniloculare formato da 2 carpelli. La superficie stigmatica è interna.[19]
- Antesi: da maggio ad agosto (fioritura tardo-primaverile, fino a estiva).

Frutti. I frutti sono degli acheni con pappo. Gli acheni, paglierini a forma colonnare-obconica, sono ristretti alla base (e ingrossati all'apice), mentre la superficie (liscia o appena rugosa) è provvista di 10 coste che nella parte apicale confluiscono in un orlo anulare. Il colore degli acheni è paglierino. Il pappo (lungo 5 – 6 mm) è formato da setole semplici, color bianco sporco, disposte su due serie (quelle interne sono più lunghe e più rigide, quelle esterne sono fragili). Dimensione degli acheni: 3,5 – 4 mm.

## Biologia
Impollinazione: l'impollinazione avviene tramite insetti (impollinazione entomogama tramite farfalle diurne e notturne).

Riproduzione: la fecondazione avviene fondamentalmente tramite l'impollinazione dei fiori (vedi sopra).

Dispersione: i semi (gli acheni) cadendo a terra sono successivamente dispersi soprattutto da insetti tipo formiche (disseminazione mirmecoria). In questo tipo di piante avviene anche un altro tipo di dispersione: zoocoria. Infatti gli uncini delle brattee dell'involucro (se presenti) si agganciano ai peli degli animali di passaggio disperdendo così anche su lunghe distanze i semi della pianta.

## Distribuzione e habitat

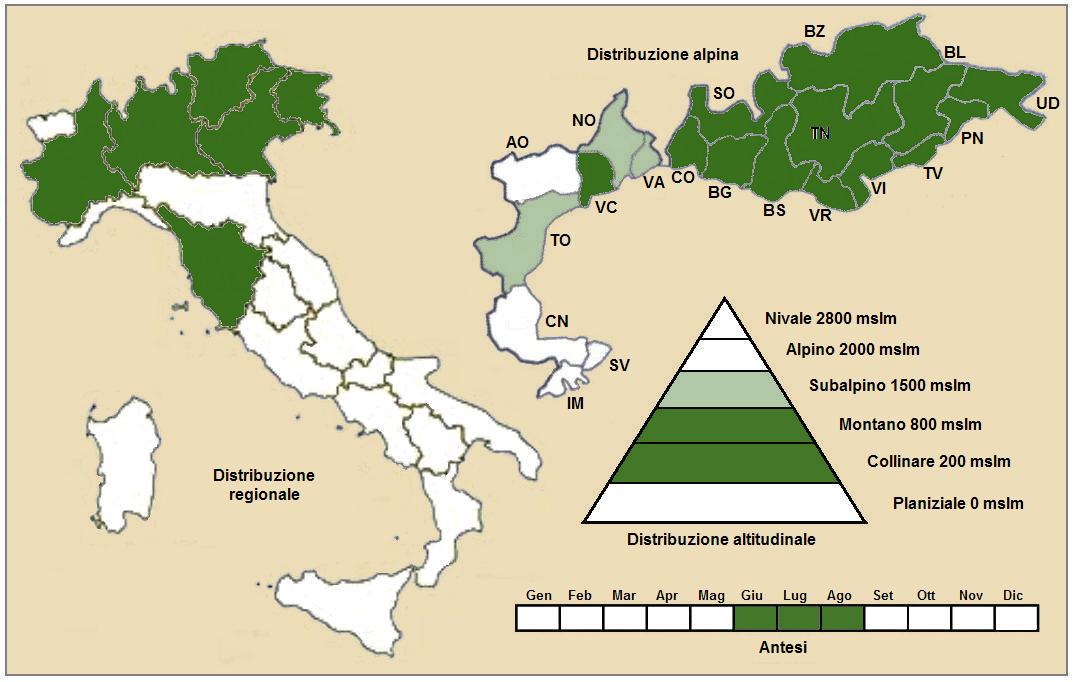
Distribuzione della pianta
(Distribuzione regionale – Distribuzione alpina)

Geoelemento: il tipo corologico (area di origine) è Endemico / Est Alpico / Nord Appenninico o anche Dinarico.
Distribuzione: in Italia questa specie si trova soprattutto nelle Alpi Orientali. All'estero (sempre nelle Alpi) si trova in Austria (Länder del Tirolo Orientale, Carinzia, Stiria, Austria Superiore, Austria Inferiore) e in Slovenia. Sui vari rilievi europei collegati alle Alpi si trova nelle Alpi Dinariche.
Habitat: l'habitat tipico sono le fessure di rupi soleggiate e i pendii aridi e sassosi; ma anche le praterie rase e i pascoli aridi dal piano collinare a quello subalpino. Il substrato preferito è calcareo con pH basico, bassi valori nutrizionali del terreno che deve essere secco.
Distribuzione altitudinale: sui rilievi queste piante si possono trovare da 70 fino a 1.500 m s.l.m.; frequentano quindi i seguenti piani vegetazionali: collinare e montano e in parte quello subalpino.

### Fitosociologia

#### Areale alpino
Dal punto di vista fitosociologico alpino Hieracium porrifolium appartiene alla seguente comunità vegetale:
Formazione: delle comunità delle fessure, delle rupi e dei ghiaioni
Classe: Asplenietea trichomanis
Ordine: Potentilletalia caulescentis
Alleanza: Potentillion caulescentis

#### Areale italiano
Per l'areale completo italiano Hieracium porrifolium appartiene alla seguente comunità vegetale:
Macrotipologia: vegetazione casmofitica, glareicola ed epifitica
Classe: Asplenietea trichomanis (Br.-Bl. in Meier & Br.-Bl. 1934) Oberdorfer, 1977
Ordine: Potentilletalia caulescentis Br.-Bl. in Br.-Bl. & Jenny, 1926
Alleanza: Phyteumato-saxifragion petraeae Mucina & Theurillant in Mucina et al., 2013
Descrizione: l'alleanza Phyteumato-saxifragion petraeae è relativa alle comunità eliofile, xerofile e mesofile, nelle zone da collinari ad alpine delle Alpi centro-orientali. Queste comunità si riscontrano nelle fessure e negli anfratti delle pareti rocciose di tipo carbonatico esposte al sole. La distribuzione di questa alleanza (relativa alle Alpi meridionali centro-orientali), in Italia, si riscontra nelle seguenti regioni: Lombardia, Veneto, Trentino-Alto Adige e Friuli-Venezia Giulia.
Alcune specie presenti nell'associazione: Androsace hausmannii, Androsace helvetica, Arenaria huteri, Asplenium seelosii, Primula tyrolensis, Saxifraga mutata, Saxifraga petraea, Saxifraga tombeanensis, Spiraea decumbens, Campanula petraea, Daphne petraea, Draba tomentosa, Minuartia cherlerioides, Paederota lutea, Bupleurum petraeum, Campanula morettiana e Potentilla nitida.

## Tassonomia
La famiglia di appartenenza di questa voce (Asteraceae o Compositae, nomen conservandum) probabilmente originaria del Sud America, è la più numerosa del mondo vegetale, comprende oltre 23.000 specie distribuite su 1.535 generi, oppure 22.750 specie e 1.530 generi secondo altre fonti (una delle checklist più aggiornata elenca fino a 1.679 generi). La famiglia attualmente (2021) è divisa in 16 sottofamiglie.

### Filogenesi
Il genere di questa voce appartiene alla sottotribù Hieraciinae della tribù Cichorieae (unica tribù della sottofamiglia Cichorioideae). In base ai dati filogenetici la sottofamiglia Cichorioideae è il terz'ultimo gruppo che si è separato dal nucleo delle Asteraceae (gli ultimi due sono Corymbioideae e Asteroideae). La sottotribù Hieraciinae fa parte del "quinto" clade della tribù; in questo clade è posizionata alla base ed è "sorella" al resto del gruppo comprendente, tra le altre, le sottotribù Microseridinae e Cichoriinae. Il genere  Hieracium (insieme al genere Pilosella) costituisce il nucleo principale della sottotribù Hieraciinae e formano (insieme ad altri generi minori) un "gruppo fratello" posizionato nel "core" delle Hieraciinae.
Il genere Hieracium è un genere estremamente polimorfo con maggioranza di specie apomittiche. Di questo genere sono descritte circa 1000 specie sessuali e oltre 3000 specie apomittiche, delle quali circa 250 e più sono presenti nella flora spontanea italiana. Alcuni taxon collegati alle varie specie del genere sono sottospecie, altri sono considerati aggregati (o inclusi), e altri ancora sono considerati "intermediari" (o impropriamente ibridi in quanto queste specie essendo apomittiche non si incrociano e quindi non danno prole feconda) con altre specie. A causa di ciò si pongono dei problemi di sistematica quasi insolubili e per avere uno sguardo d'insieme su questa grande variabilità può essere necessario assumere un diverso concetto di specie. Qui in particolare viene seguita la suddivisione del materiale botanico in sezioni così come sono elencate nell'ultima versione della "Flora d'Italia".
La specie di questa voce è descritta all'interno della XV sezione Hieracium sect. Drepanoidea Monnier i cui caratteri principali sono:
- i peli ghiandolari sono più o meno assenti o sparsi su alcune parti della pianta (peduncoli dei capolini e involucri);
- le specie di questo gruppo sono piante di tipo fillopode (raramente sono hypofillopode);
- sono presenti numerose foglie cauline con forme da lineari a lanceolate, colorate di verde-glauco fino a grigio-verdastro, subpubescenti;
- i margini delle brattee involucrali spesso hanno dei densi peli stellati;
- il colore degli acheni è paglierino.
- la fioritura è tardo-primaverile (fino a estiva);

La specie H. porrifolium è invece individuata dai seguenti ulteriori caratteri:
- le foglie basali non sono picciolate ed hanno delle forme lineari con contorni fondamentalmente interi;
- le foglie cauline hanno delle forme lineari;
- i peli semplici sono assenti o (se presenti) si trovano alla base delle foglie basali.

L'indumentum è uno degli elementi più importanti per distinguere le varie specie. H. porrifolium è caratterizzata dalla seguente pubescenza:
| Tipo peli        | Parte della pianta |
| ---------------- | --- |
| Peli semplici    | Foglie: assenti; eventualmente sono presenti solamente alla base delle foglie basali, lunghi 4 – 6 mm, molli e bianchi. Peduncoli dei capolini: solo raramente e solitari, lunghi 1 – 2 mm. |
| Peli ghiandolari | Assenti. |
| Peli stellati    | Caule e foglie: assenti. Peduncoli dei capolini: da sparsi a densi. Brattee involucrali: sui margini.                                                                                       |

Il numero cromosomico di  H. porrifolium è: 2n = 18.
H. porrifolium fa parte di un gruppo polimorfo (la maggioranza delle specie di questo gruppo sono apomittiche) comprendente tra le altre Hieracium bupleuroides C.C.Gmel. e Hieracium glaucum All..

### Sottospecie
Per questa specie sono riconosciute 5 sottospecie, tutte presenti nella flora spontanea italiana.
- H. porrifolium subsp. porrifolium - Distribuzione: Alpi (parte centro-orientale)
- H. porrifolium subsp. longibracteum Nägeli & Peter, 1886 - Distribuzione: Friuli e Slovenia
- H. porrifolium subsp. niphanthum  Nägeli & Peter, 1886 - Distribuzione: Trentino-Alto Adige
- H. porrifolium subsp. pseudoporrifolium Nägeli & Peter, 1886 - Distribuzione: Alpi (orientali) e Austria
- H. porrifolium subsp. sparsiglandulum Nägeli & Peter, 1886 - Distribuzione: Alpi (orientali) e Slovenia

### Specie simili

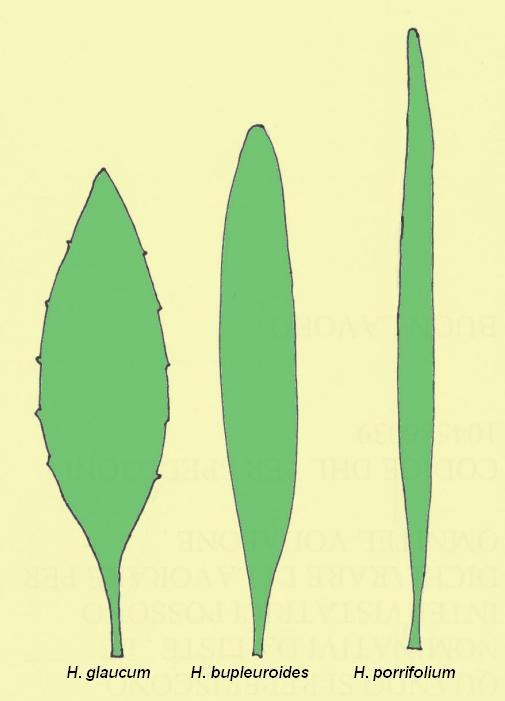
Confronto di alcune foglie basali

Nel genere Hieracium è tutt'altro che facile distinguere con sicurezza una specie dall'altra. Per le tre specie affini (bupleuroides - porrifolium - glaucum) qui di seguito sono date alcune indicazioni per la loro individuazione:
- passo 1: isolare le piante con grande involucro (maggiore di 12 mm); queste appartengono alla specie bupleuroides;
- passo 2: le foglie basali sono strettamente lineari e non sono larghe più di 5 mm e sono lunghe 20 - 30 volte la loro larghezza e la base non si restringe nel picciolo; queste appartengono alla specie porrifolium;
- passo 3: le foglie basali maggiori hanno una forma lanceolata e sono larghe 10 – 15 mm e lunghe (compreso il picciolo) 7 - 12 volte la loro larghezza; queste appartengono alla specie glaucum.

Il disegno a lato mostra quale può essere più o meno la forma delle foglie basali delle tre specie considerate.

## Altre notizie
(1) Lo sparviere a foglie di porro in altre lingue è chiamato nei seguenti modi:
- (DE)  Lauchblättriges Habichtskraut
- (FR)  Épervière à feuilles de poireau

(2) Una ricerca dettagliata sul genere Hieracium è stata fatta in questi ultimi anni nella provincia di Trento. In questa provincia, della specie porrifolium, sono state individuate 4 sottospecie: porrifolium - niphanthum - pseudoporrifolium - sparsiglandulum.